# Perugia
Perugia [pe'ruːd͡ʒa, italienische Ausspracheⓘ] ist die Hauptstadt der Region Umbrien in Italien und der Provinz Perugia. Sie hat 162.099 Einwohner (Stand 31. Dezember 2023).

## Geschichte

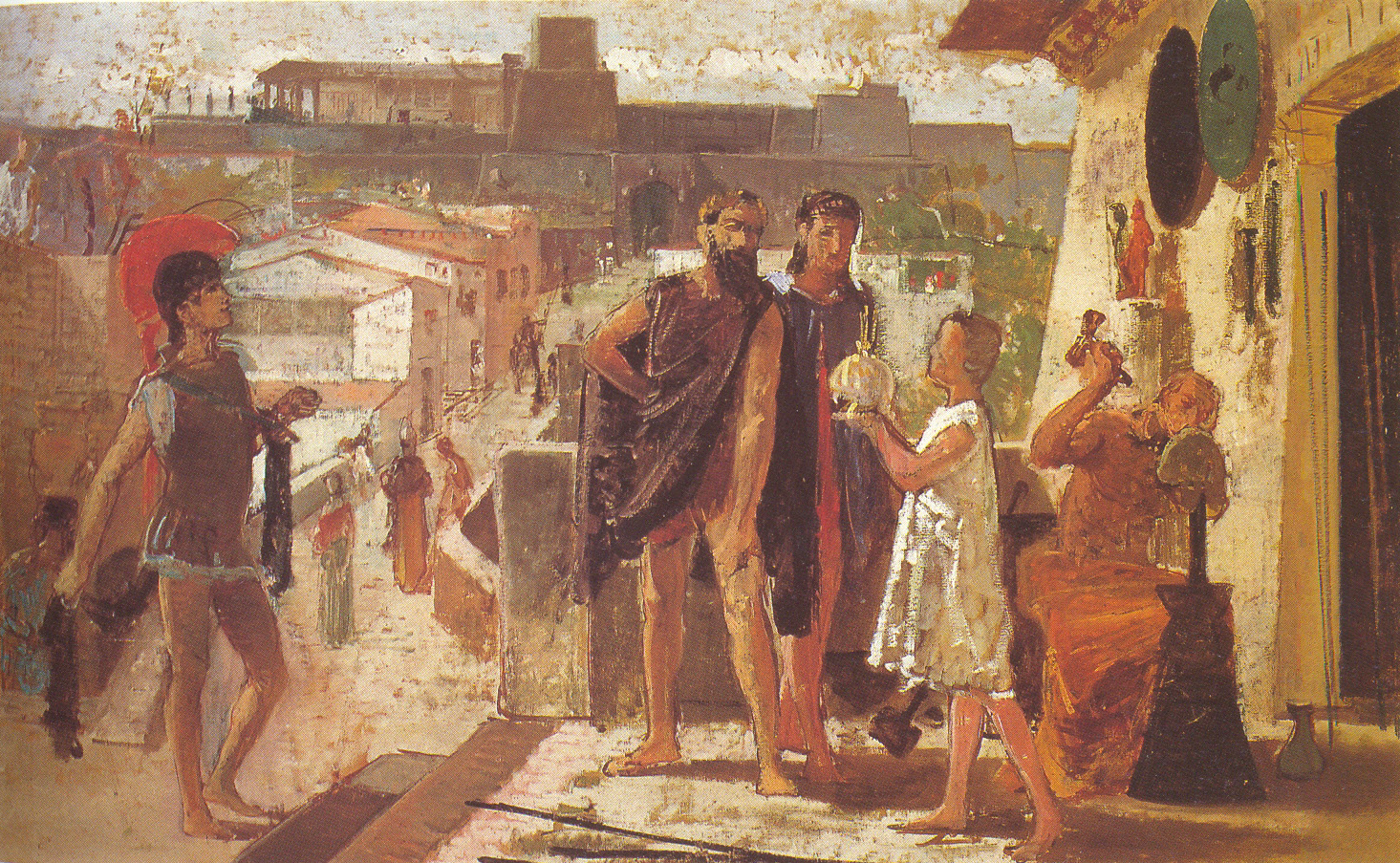
„Die Etrusker in Perugia“, 1867-1869, Museum der Akademie der Schönen Künste, Perugia.

### Antike
Archäologische Funde belegen, dass das Gebiet des heutigen Perugia, dessen antiker lateinischer Name Perusia lautete, bereits zur Zeit der frühen eisenzeitlichen Villanovakultur im 9. und 8. Jahrhundert v. Chr. besiedelt war. Seit der 2. Hälfte des 6. Jahrhunderts v. Chr. scheint es eine kontinuierliche Entwicklung durchgemacht zu haben. Der antiken Sage zufolge hätten entweder Achaier oder der Etrusker Aulestes die Stadt gegründet, doch kommt eine griechische Gründung den archäologischen Untersuchungen zufolge nicht in Frage. Die auf einem markanten Hügel (493 m) über der Ebene gelegene Stadt dürfte ursprünglich eine Siedlung der Umbrer gewesen sein und weist erst seit dem 5. Jahrhundert v. Chr. einen spezifisch etruskischen Charakter auf. Ihr etruskischer Name war Perusna. Sie gehörte zu den zwölf mächtigsten etruskischen Städten und zum Zwölfstädtebund. Die antike Stadt Arna ist heute ein östlicher Ortsteil.
In den antiken literarischen Quellen taucht Perusia erstmals 310 v. Chr. auf. Demnach belagerten in diesem Jahr die Etrusker die mit Rom verbündete Stadt Sutrium, woraufhin sich der römische Konsul Quintus Fabius Maximus Rullianus angesichts der feindlichen Übermacht entschloss, die Etrusker durch eine Diversion zur Aufhebung jener Belagerung zu zwingen. Zu diesem Zweck marschierte er mit seinem Heer unversehens in das viele Jahre von Krieg verschont gebliebene Mitteletrurien ein und schlug unweit der Siedlung eine etruskische Streitmacht, so dass sich Perusia sowie die Städte Cortona und Arretium zu einem dreißigjährigen Waffenstillstand verpflichten mussten. Trotzdem nahm Perusia bald darauf am Dritten Samnitenkrieg gegen Rom teil. Nach dem Sieg der römischen Truppen über die Etrusker in der Schlacht von Sentinum 295 v. Chr. verlor ein Heer der Perusiner erneut ein Gefecht gegen Fabius Rullianus, wonach die Stadt an die Römer fiel. Diese errichteten einen 2,9 km langen Befestigungsring um die Stadt. Perusia blieb aber volkreich und prosperierend und hielt den Römern im Zweiten Punischen Krieg die Treue. So verteidigte eine aus Perusia stammende Kohorte 216 v. Chr. zusammen mit Praenestinern die in Kampanien gelegene Stadt Casilinum gegen Hannibal. Ferner erhielt Publius Cornelius Scipio Africanus 205 v. Chr. von Perusia Holz und Getreide für seine von ihm beabsichtigte Expedition nach Nordafrika.
Anscheinend wurde Perusia nach dem von 91 bis 88 v. Chr. dauernden Bundesgenossenkrieg das römische Bürgerrecht verliehen. Es besaß den Status eines Municipiums und einen eigenen Senat, aber wohl kein eigenes Münzwesen. Im Perusinischen Krieg (Winter 41/40 v. Chr.) verschanzte sich dort der gegen Octavian (den späteren Kaiser Augustus) kämpfende Konsul Lucius Antonius, der Bruder des Triumvirn Marcus Antonius. In der eng von Octavian und seinen Generälen eingeschlossenen Stadt brach eine so furchtbare Hungersnot aus, dass der perusinische Hunger (fames Perusina) sprichwörtlich wurde. Nach der Kapitulation der Stadt begnadigte Octavian zwar Lucius Antonius und dessen Heer, ließ aber alle Ratsherren Perusias mit Ausnahme eines einzigen hinrichten. Dass er aber über 300 Senatoren und Ritter am 15. März 40 v. Chr., dem Todestag Caesars an einem Altar habe abschlachten lassen, der dem zum Gott erhobenen Verstorbenen erbaut worden war, hält der Althistoriker Jochen Bleicken für unglaubwürdig. Die zur Plünderung freigegebene Stadt brannte nieder und wurde dabei fast vollständig zerstört. Ob das Feuer absichtlich gelegt wurde oder ungeplant infolge eines vereinzelten Brandfalls – ein vornehmer Perusiner namens Cestius Macedonicus hatte aus Verzweiflung sein Haus angezündet – entstand, war nicht zu eruieren. Später ordnete Augustus den großzügigen Wiederaufbau der Stadt an, und sie erhielt nun den Namen Augusta Perusia. Auch gab der Kaiser ihr eine neue Verfassung, so dass seither Duumvirn als leitende Beamte Perusias fungierten. In der Folgezeit gelangte die Stadt nicht mehr zu ihrem einstigen Glanz. Unter Kaiser Trebonianus Gallus, der von 251 bis 253 regierte, bekam sie immerhin den Status einer Kolonie verliehen. Der genauere Zeitpunkt der Christianisierung Perugias ist nicht bekannt; die Reihenfolge und Amtszeiten der ersten Bischöfe der Stadt sind ebenso unsicher.

### Mittelalter
Im 6. Jahrhundert war Perugia laut dem frühbyzantinischen Historiker Prokop eine starke Festung und die bedeutendste Stadt Etruriens. Es spielte im Gotenkrieg Kaiser Justinians eine bedeutende Rolle. 537 wurde es von Belisar erobert und mit einer starken Garnison versehen. 547 wurde die Stadt, in der Cyprianus den Befehl führte, von einer Armee des Ostgotenkönigs Totila belagert. Aber erst nach dem Tod des Cyprianus und der Abberufung Belisars aus Italien konnten die Ostgoten Perugia Anfang 549 einnehmen. Totila habe es dann zerstören und den heiligen Herculanus, Bischof der Stadt, enthaupten lassen. Nachdem der Ostgotenkönig im Juli 552 gefallen war, eroberte Narses Perugia für das Byzantinische Reich zurück. Später vermochten sich die Langobarden kurzzeitig der Stadt zu bemächtigen, doch eroberte der byzantinische Exarch Romanus sie bei seinem Feldzug des Jahres 592 neben Sutri und weiteren Städten zurück. Romanus hatte dabei den langobardischen Herzog Maurisio, unter dessen Befehl Perugia gestanden hatte, auf seine Seite ziehen können und von ihm die Stadt übergeben bekommen. Der Langobardenkönig Agilulf verließ daraufhin 593 mit seinem Heer Pavia, überquerte den Apennin, belagerte Maurisio wenige Tage in Perugia, nahm die Stadt ein und ließ den abgefallenen Herzog enthaupten. Bald danach dürfte Perugia aber wieder in die Hände der Byzantiner gefallen sein. Es gehörte dann zum Exarchat von Ravenna. Über die Geschichte der Stadt in der damaligen Zeit ist aber nur wenig überliefert. Laurentius, Bischof von Perugia, wohnte im Jahr 649 der Kirchenversammlung in Rom bei, die Papst Martin I. den Monotheleten entgegengestellt hatte. Laut Paulus Diaconus war Agathon in den 730er Jahren Herzog von Perugia und führte damals ein großes byzantinisches Heer bei dessen Angriff auf das lombardische Bologna an, wurde aber zurückgeschlagen.
Der Langobardenkönig Ratchis griff 749 die Pentapolis an und belagerte Perusia. Der Exarch von Ravenna war militärisch zu schwach, um Entsatz zu leisten. Da begab sich Papst Zacharias mit einem kleinen Gefolge hoher weltlicher und geistlicher Würdenträger in Ratchis’ vor Perugia befindliches Lager und konnte diesen mit seinen Darlegungen und Geschenken dazu bewegen, von seinem Unternehmen abzustehen. Perugia gehörte dann zu jenen Städten, die Pippin der Jüngere 754 in der sog. Pippinischen Schenkung dem Papst Stephan II. unterstellte. Es verblieb jedoch unter  karolingischer Oberherrschaft. Die Stadtherren waren die mit gräflichen Rechten ausgestatteten Bischöfe. Der Bischof Epiphanius von Perugia erscheint im Jahr 761 beim Konzil in Rom. Als der letzte Langobardenkönig Desiderius 772 gegen Rom vordrang, wurde das Herzogtum Perugia, aus dem Papst Hadrian I. viele Verstärkungen an sich gezogen hatte, erneut mit Krieg überzogen. Zur Zeit Ludwigs des Frommen erscheint Perugia 823 neben Pisa, Lucca, Florenz, Chiusi, Pistoia und Volterra als eine dem Kaiser ergebene Stadt. Auf dem 826 in Rom abgehaltenen Konzil fand sich Bischof Theodoricus ein. Auch sein Nachfolger Benedictus war 879 bei einer Kirchenversammlung in Rom anwesend. Bischof Rogericus stiftete 936 die neue Kathedralkirche San Lorenzo in Perugia, die sein Nachfolger Honestus 965 einweihte.
Im mittelalterlichen und frühneuzeitlichen Italienisch konnte die Stadt als Perugia bezeichnet werden, aber auch – in Aussprache und Lautstandsvarianten – als Perogia, Perusa oder Perosa. Im Mittelalter war die Stadt lange Zeit eine treue Verbündete Roms gegen den Kaiser. 1198 löste sich Perugia auch offiziell von der kaiserlichen Autorität, indem sie sich unter den Schutz des Papstes Innozenz III. stellte. Beherrscht wurde sie von guelfischen Kaufleuten, die sie zu dem einzigen bedeutenden umbrischen Handelszentrum machten, ähnlich den toskanischen Stadtstaaten. Der Höhepunkt dieser Entwicklung war im 13. Jahrhundert.

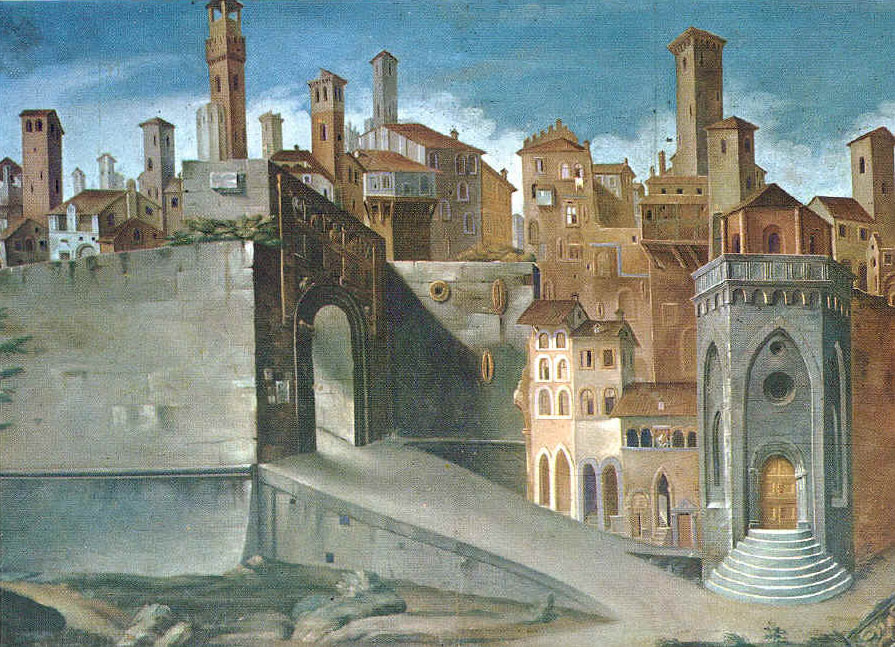
Perugia, 1454

Die guelfische Ausrichtung der Stadt bedeutete aber nicht, dass es zu keinen Schwierigkeiten mit dem angeblich beschützenden Kirchenstaat gekommen wäre. Um 1500, also in der Zeit der ersten Hochblüte humanistischer Geschichtsforschung, rechneten die Historiker z. B. Perugia den toskanischen Städten zu, wie aus der Chronik des Matarazzo hervorgeht. Schon 1354, zur Zeit des Kardinals Albornoz, war Spoleto endgültig dem Kirchenstaat einverleibt worden, 1439 folgten Foligno, 1450 Orvieto, zu Beginn des 16. Jahrhunderts gingen dann die anderen Städte Umbriens denselben Weg, zuletzt Perugia 1540.
1473 gelangte der Heilige Ring, der angebliche Verlobungsring Marias, diebstahlsweise aus Chiusi nach Perugia und verschaffte der Stadt beträchtlichen Zuwachs an Prestige und Einnahmen. Es kam zu Auseinandersetzungen mit Chiusi und Siena bis an den Rand eines Krieges. Noch heute wird der Ring in der Josefskapelle des Doms gezeigt und verehrt.

### Neuzeit
Im sogenannten „Salzkrieg“ unterlagen die Peruginer 1540 Papst Paul III. Sie hatten sich geweigert, eine neue Salzsteuer zu akzeptieren, und der Papst handelte drastisch. Innerhalb kürzester Zeit – von 1540 bis 1543 – ließ er, um die Stadt endgültig unter Kontrolle zu halten, eine Festungsanlage auf dem Colle Landone durch Antonio da Sangallo errichten, die nach ihrem Erbauer Rocca Paolina genannt wird. Mehr als drei Jahrhunderte lang blieb Perugia dem Kirchenstaat unterworfen. Das geistige Leben erstarrte in den Akademien.
1742 bezogen 18.000 Mann spanischer Truppen Quartiere in der Gegend von Perugia, Assisi und Foligno. 1797 wurde Perugia von Livorno aus von den Franzosen besetzt. 1798/99 bildete Perugia kurzzeitig einen Teil der ephemeren römischen Republik. Mitte Juli 1798 nahmen arretinische Scharen und österreichische Streifkorps die Stadt ein, mussten sie aber bald wieder verlassen. Als im November 1798 die Truppen des neapolitanischen Königs Rom besetzten, flüchteten die römischen Konsuln nach Perugia, von wo sie nach dem Abzug der Neapolitaner Mitte Dezember 1798 wieder zurückkehrten. Nach der Auflösung der römischen Republik im September 1799 kam Perugia für ein Jahrzehnt wieder zum Kirchenstaat. 1809 wurde es Bestandteil des von Napoleon Bonaparte neugeschaffenen französischen Kaiserreichs und gehörte während dessen gesamter weiterer Dauer zum Département Trasimène (italienisch Dipartimento del Trasimeno), dessen Hauptstadt jedoch Spoleto war. 1814 fiel Perugia wieder an den Kirchenstaat zurück. 1822 wurde hier der Cippus Perusinus mit einer längeren etruskischen Inschrift gefunden. 1832, 1838 und 1854 litt Perugia viel durch Erdbeben. Die Aufstände von 1831, 1848 und 1859 (Blutbad von Perugia) wurden von päpstlichen Truppen niedergeschlagen. Am 14. September 1860 marschierten Piemonteser Truppen in Perugia ein. Umbrien wurde dem neuen italienischen Staat eingegliedert.
Vor einigen Jahren wurden diejenigen Stadtteile, die nach dem Sieg des Papstes verschüttet worden waren, wieder freigelegt und bilden heute am Berghang eine eigene Stadt unterhalb der oberen Stadt, in der Rolltreppen, Geschäfte und Ähnliches untergebracht sind, ähnlich wie bei U-Bahn-Anlagen.

## Kultur und Sehenswürdigkeiten
Die auf dem Berg liegende Altstadt bietet viele enge Gassen mit Flair und zahlreiche interessante Museen und Kulturdenkmäler. Die Altstadt von Perugia ist nicht nur für ihre historische Architektur bekannt, sondern auch für ihre lebendige Kunstszene. Zahlreiche Galerien, Ateliers und Kunsthandwerksläden prägen das Stadtbild.
Museen
- Die Galleria Nazionale dell’Umbria mit Werken aus dem 13. bis 15. Jahrhundert, unter anderem mit Werken von Arnolfo di Cambio, Piero della Francesca, Perugino, Pinturicchio
- Das Museo archeologico nazionale dell’Umbria (Archäologisches Nationalmuseum Umbrien) im ehemaligen Konvent an der Basilica di San Domenico. Es ist eines der bedeutendsten italienischen archäologischen Museen.
- Im Collegio del Cambio mit Fresken von Pietro Vannucci, genannt Perugino.

Kirchen

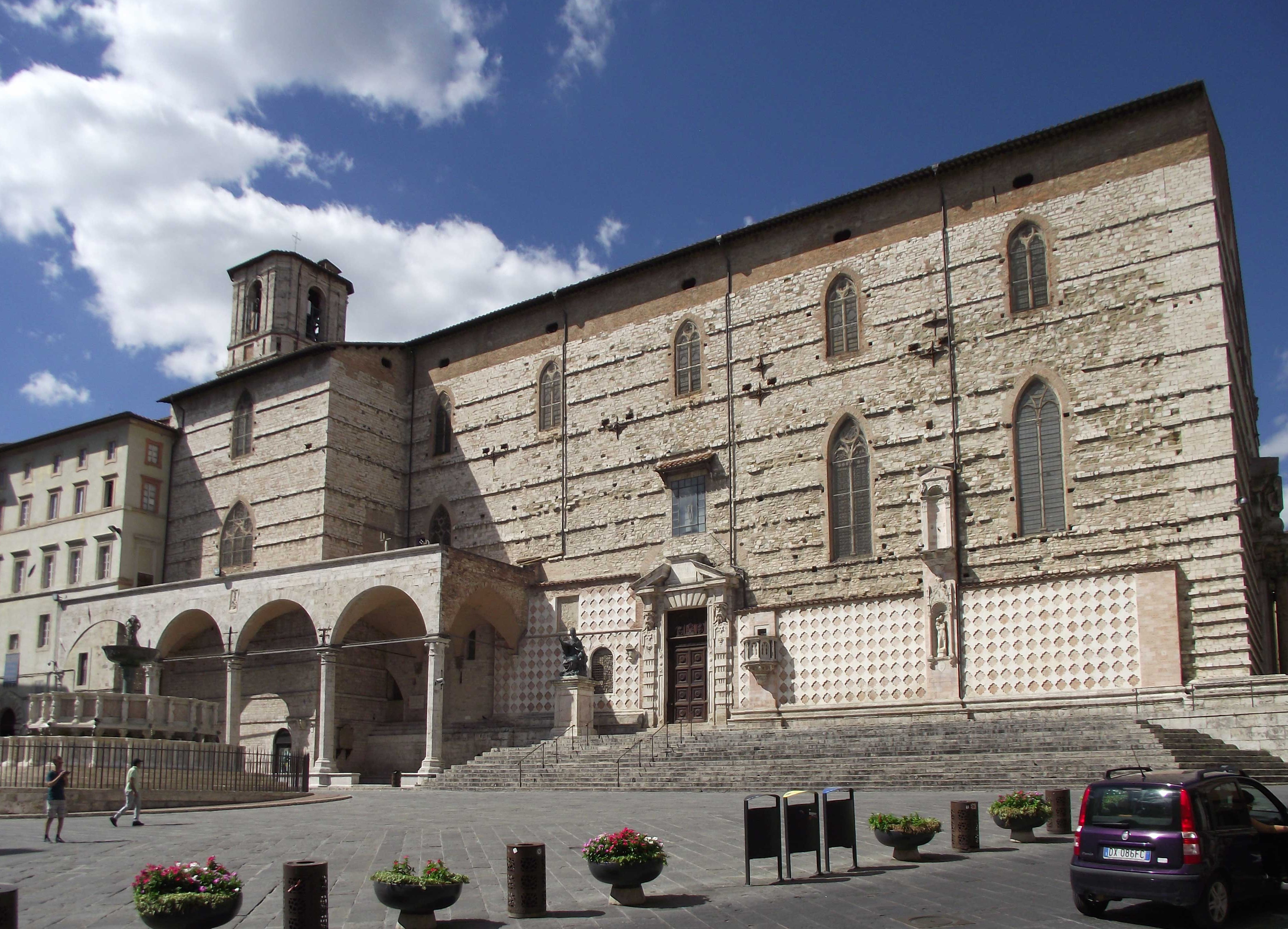
Dom von Perugia

- Der Dom von Perugia, 14.–15. Jahrhundert
- Der Tempio di San Michele Arcangelo, eine Rundkirche aus dem 5./6. Jahrhundert
- San Domenico aus dem 14. bis 17. Jahrhundert
- San Pietro aus der Zeit um 1600
- Oratorium San Bernardino, ab 1451
- San Bevignate, eine Kirche des Templerordens
- San Francesco al Prato
- San Ercolano
- San Filippo Neri

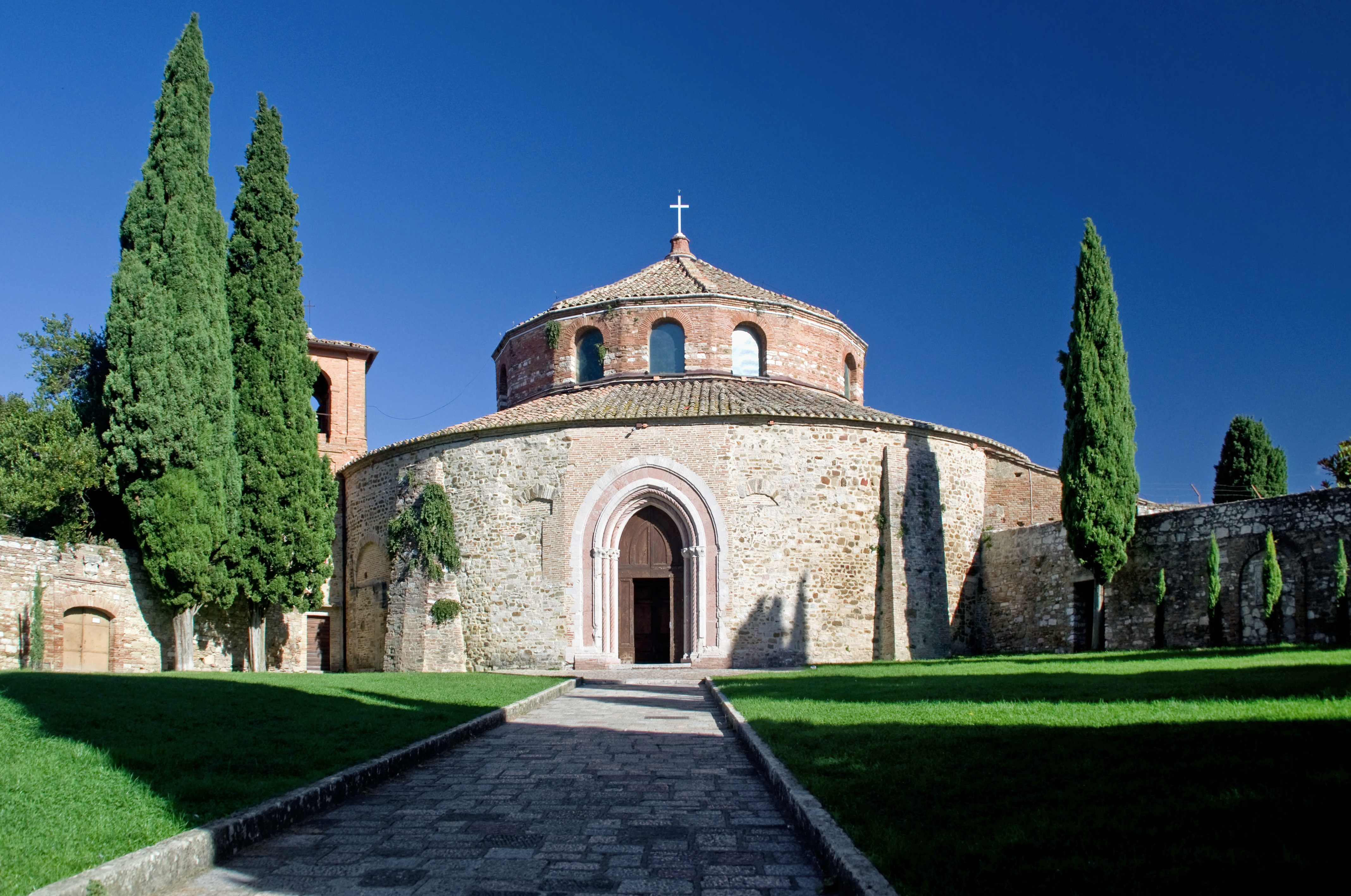
Tempio di Sant’Arcangelo
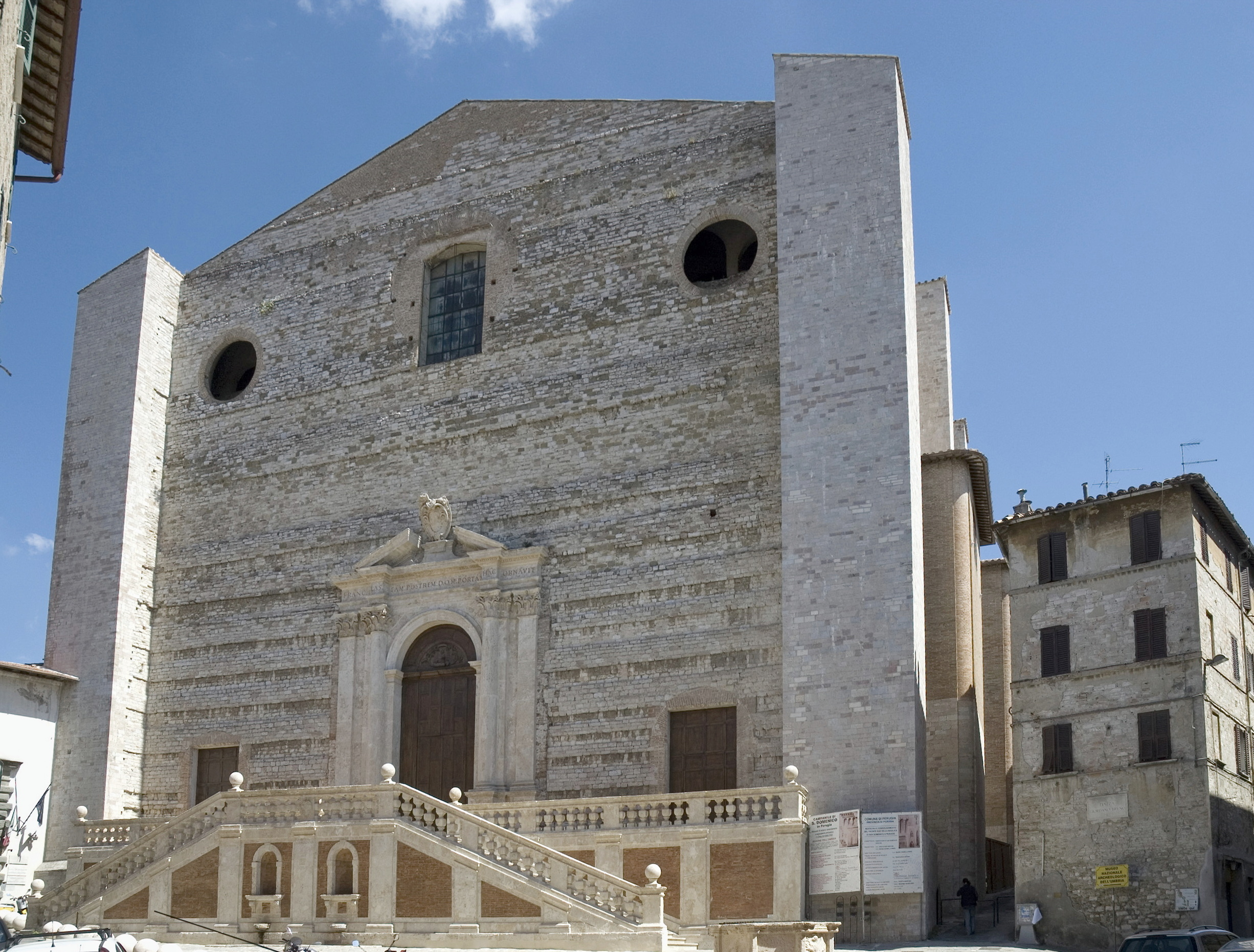
San Domenico
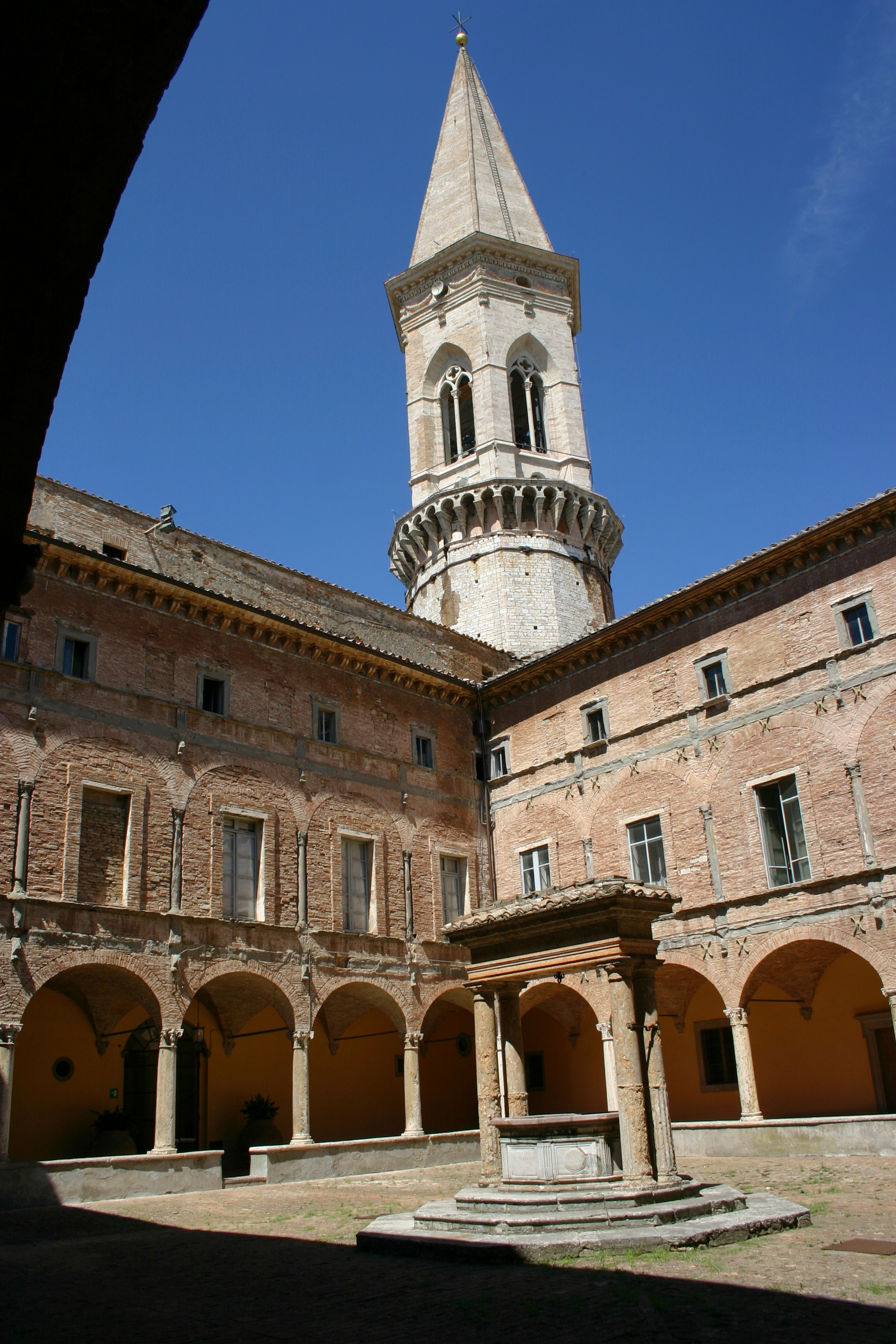
San Pietro
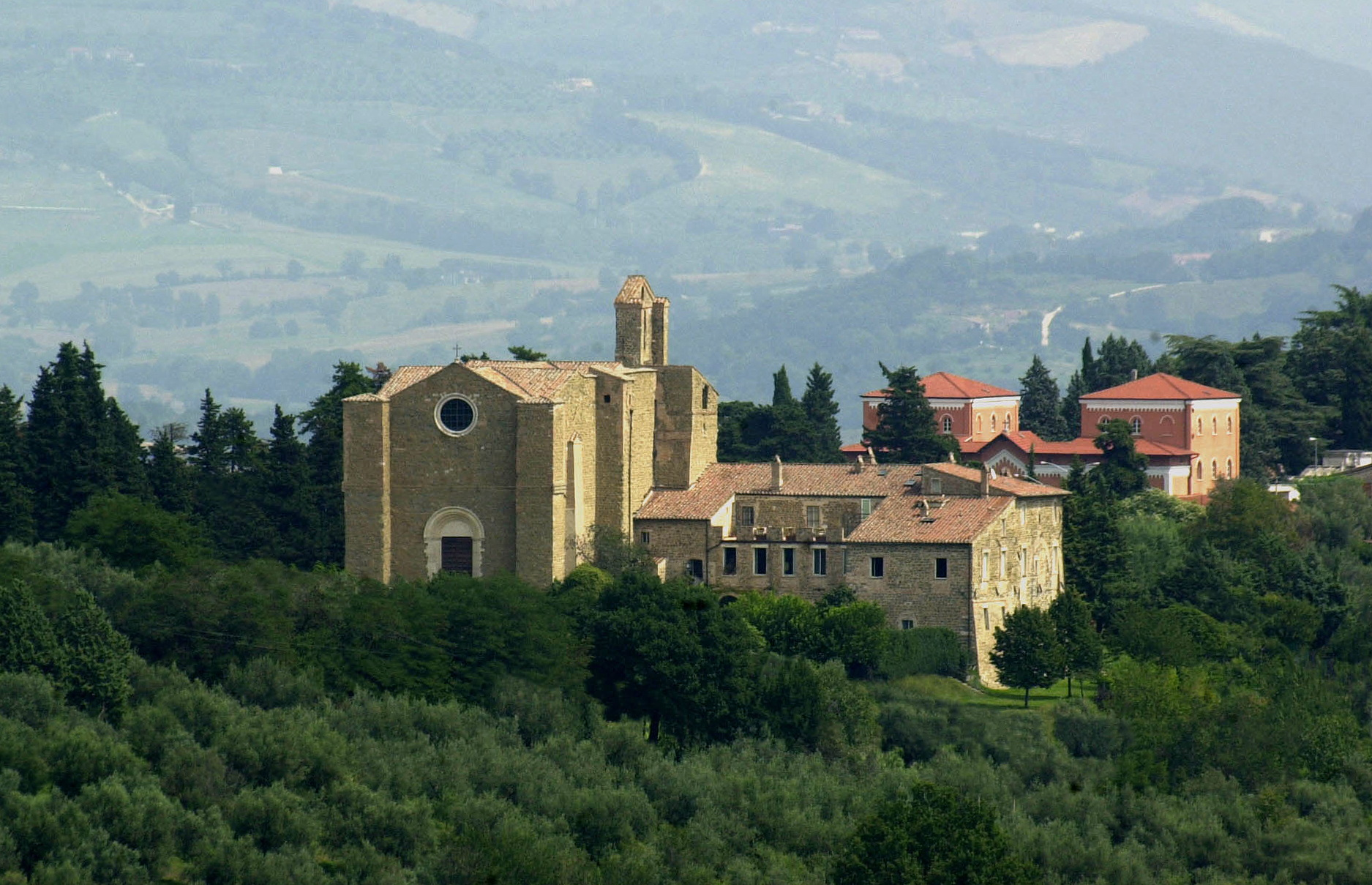
Der Templer-Komplex San Bevignate
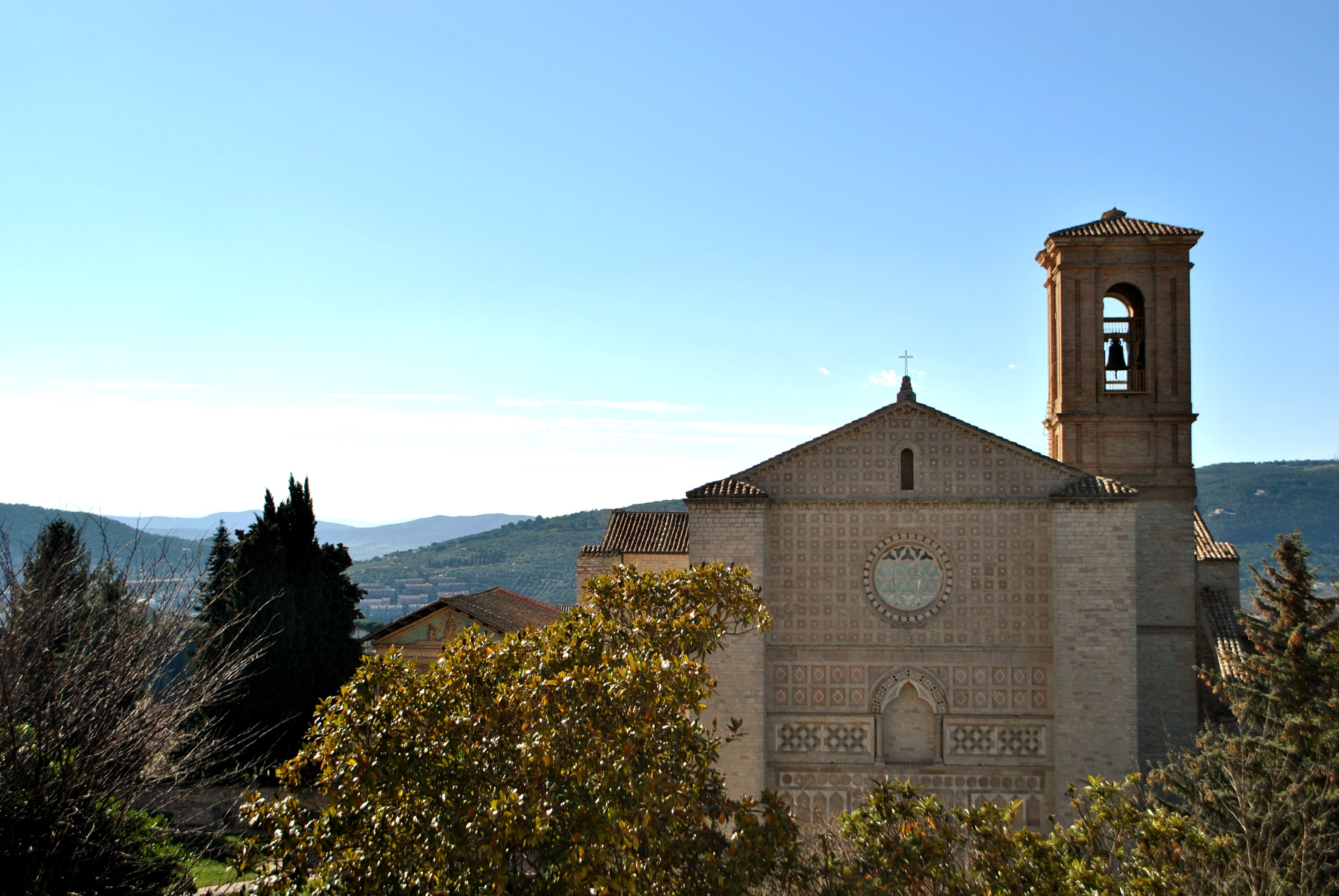
San Francesco al Prato
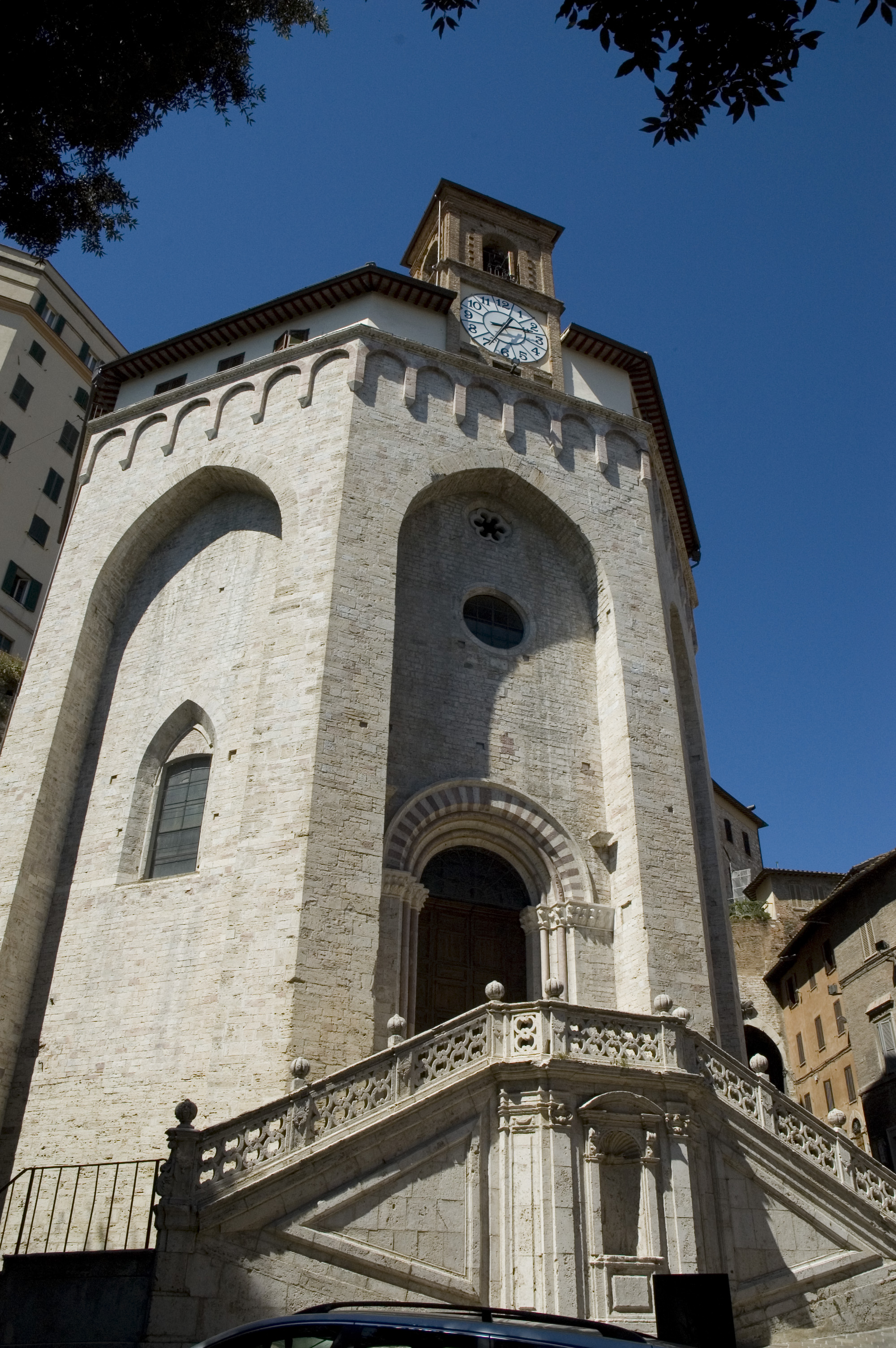
San Ercolano
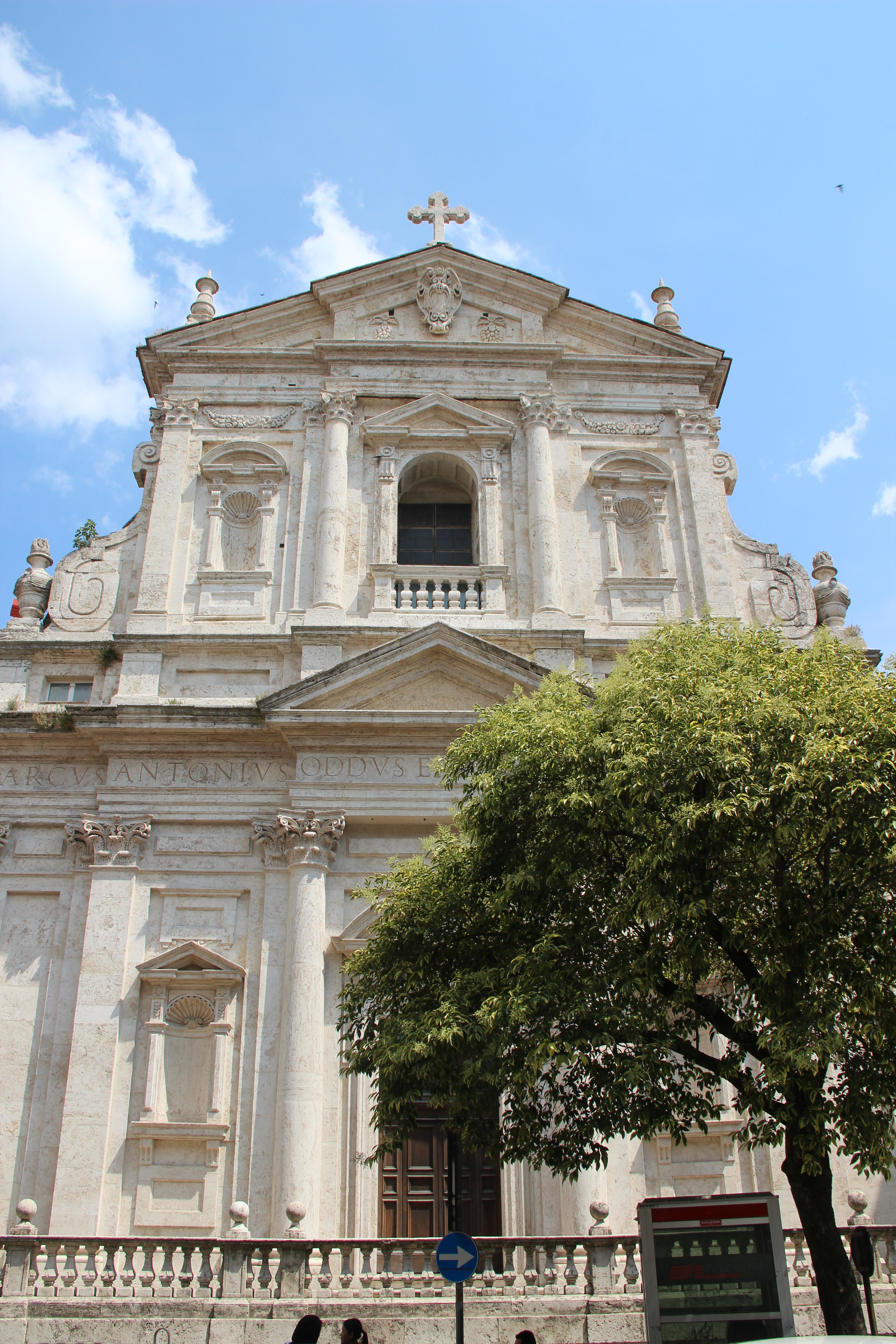
San Filippo Neri

Profanbauwerke

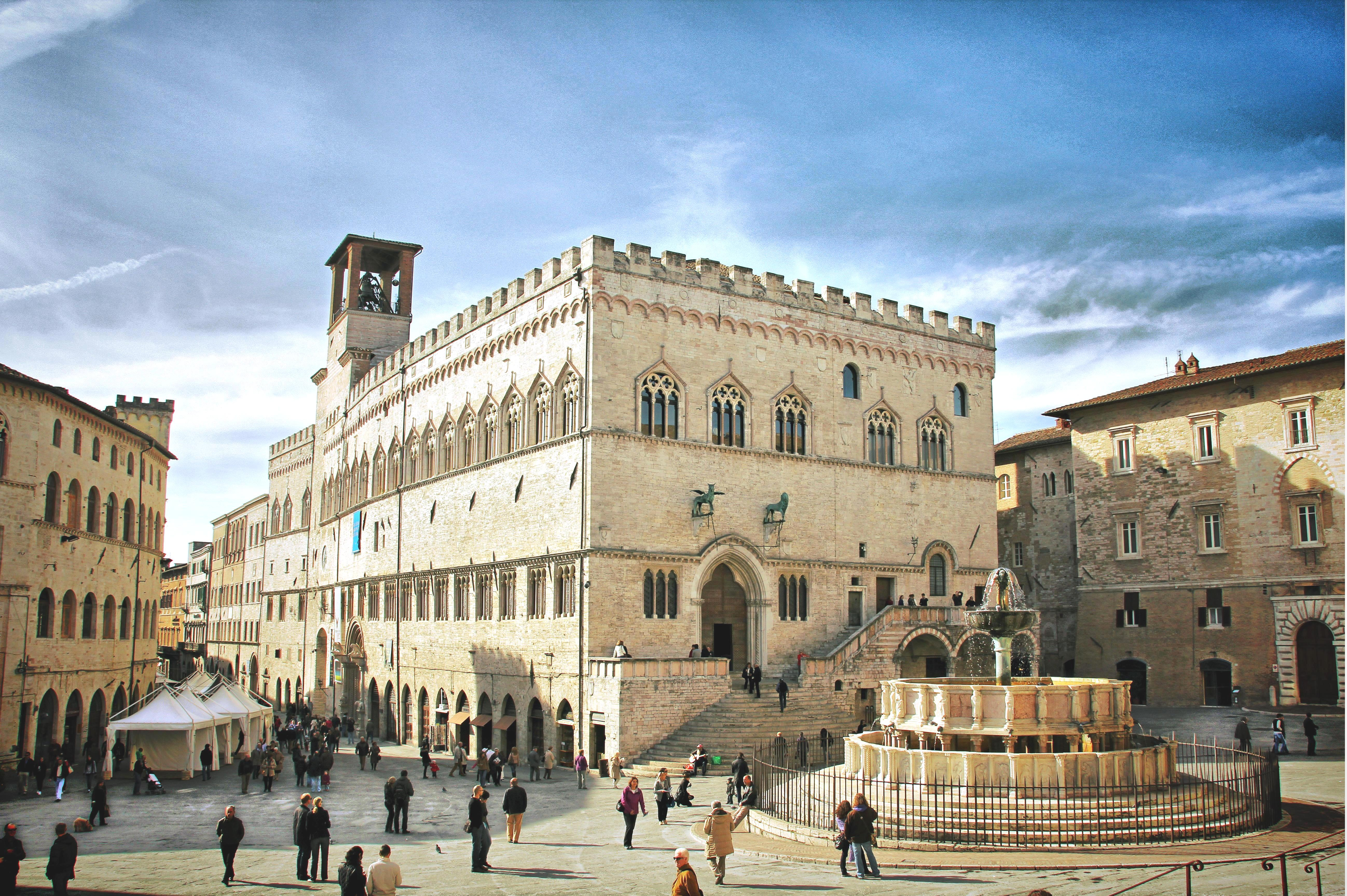
Palazzo dei Priori

- Palazzo dei Priori mit seiner bemerkenswerten Außentreppe
- Die mittelalterliche Fontana Maggiore, die den Peruginern als der schönste Brunnen der Welt gilt
- Der Arco Etrusco, ein Bogenbauwerk aus dem 3. Jahrhundert v. Chr., das wegen der Inschrift AVGVSTA PERVSIA auch Arco di Augusto genannt wird
- Der unterirdische Stadtteil unter der Rocca Paolina, der nach der Unterwerfung Perugias durch Papst Paul III. 1540 unter der Rocca verschüttet wurde.
- Der Corso Vannucci mit seinen Geschäften und Cafés im Zentrum der Altstadt
- Die 1925 gegründete Ausländeruniversität (L’Università per stranieri) im Palazzo Gallenga Stuart

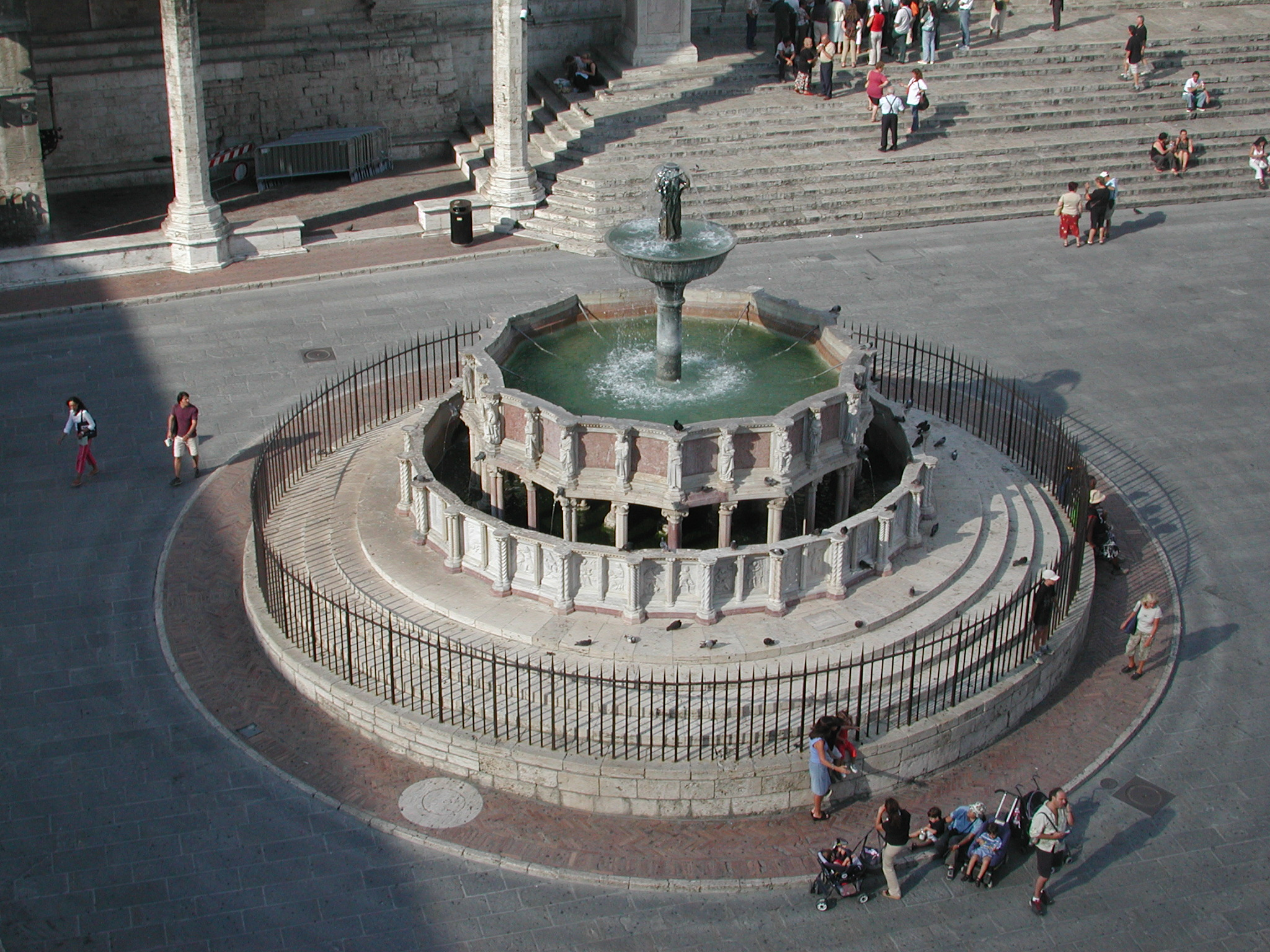
Fontana Maggiore
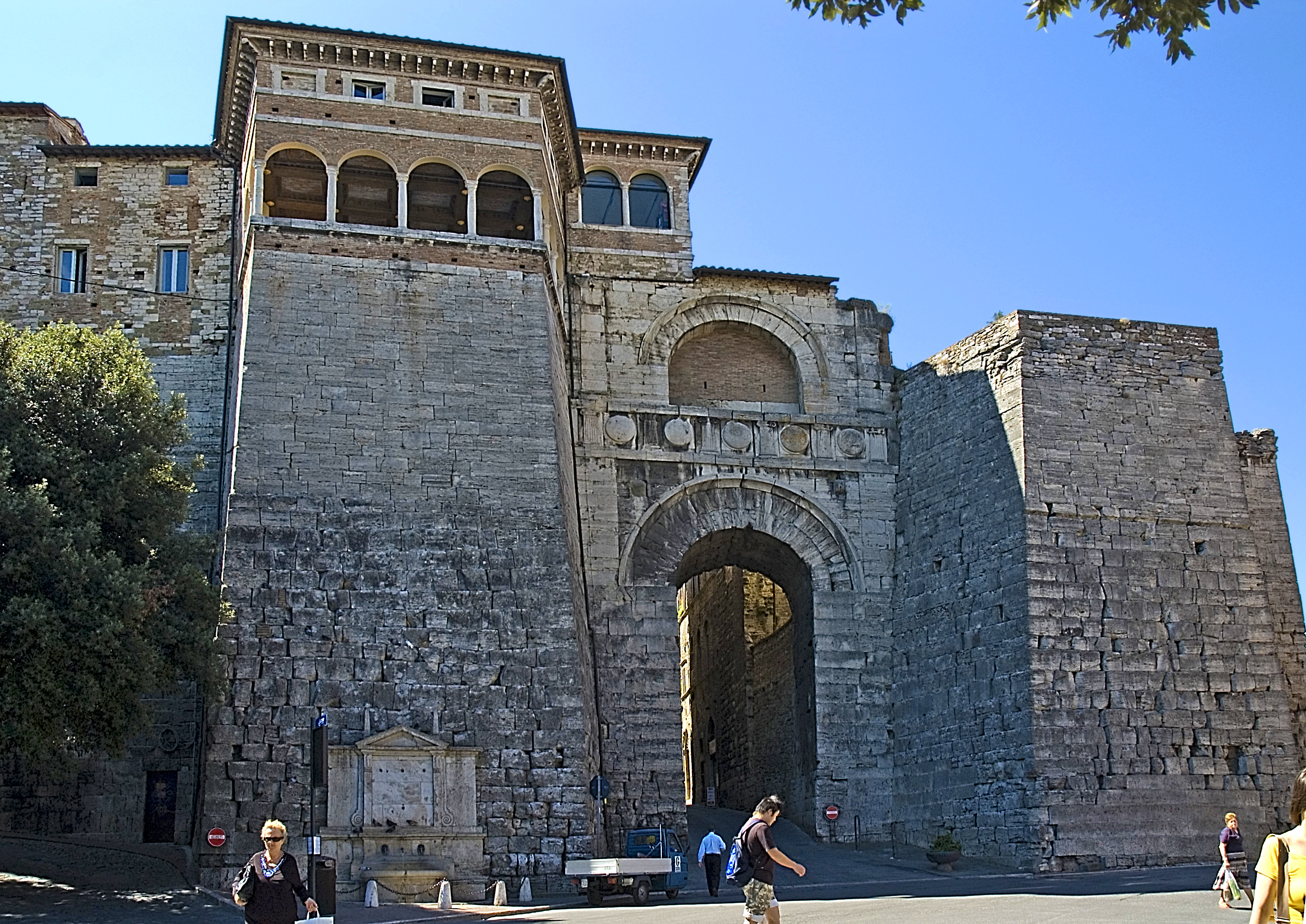
Arco Etrusco
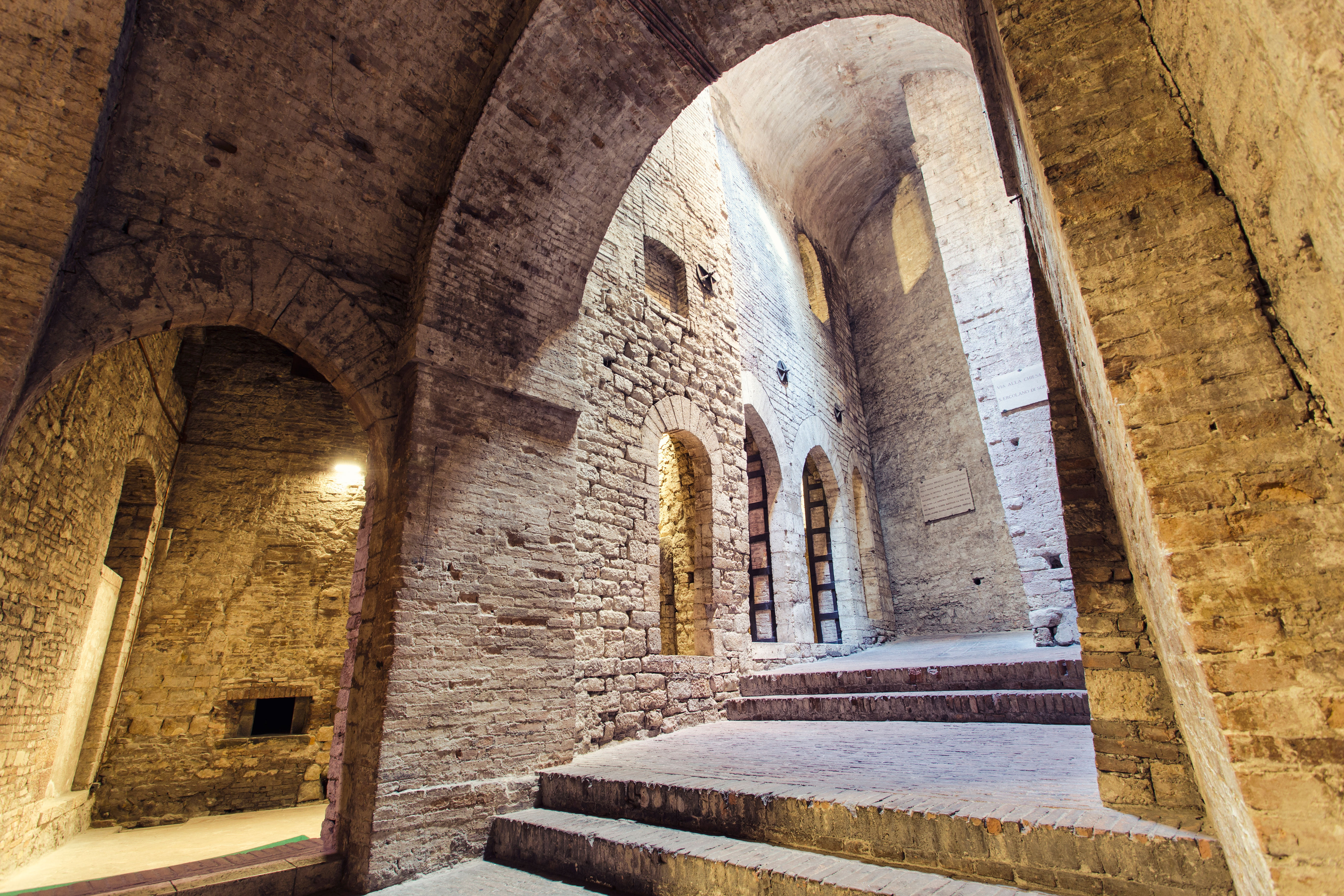
Rocca Paolina
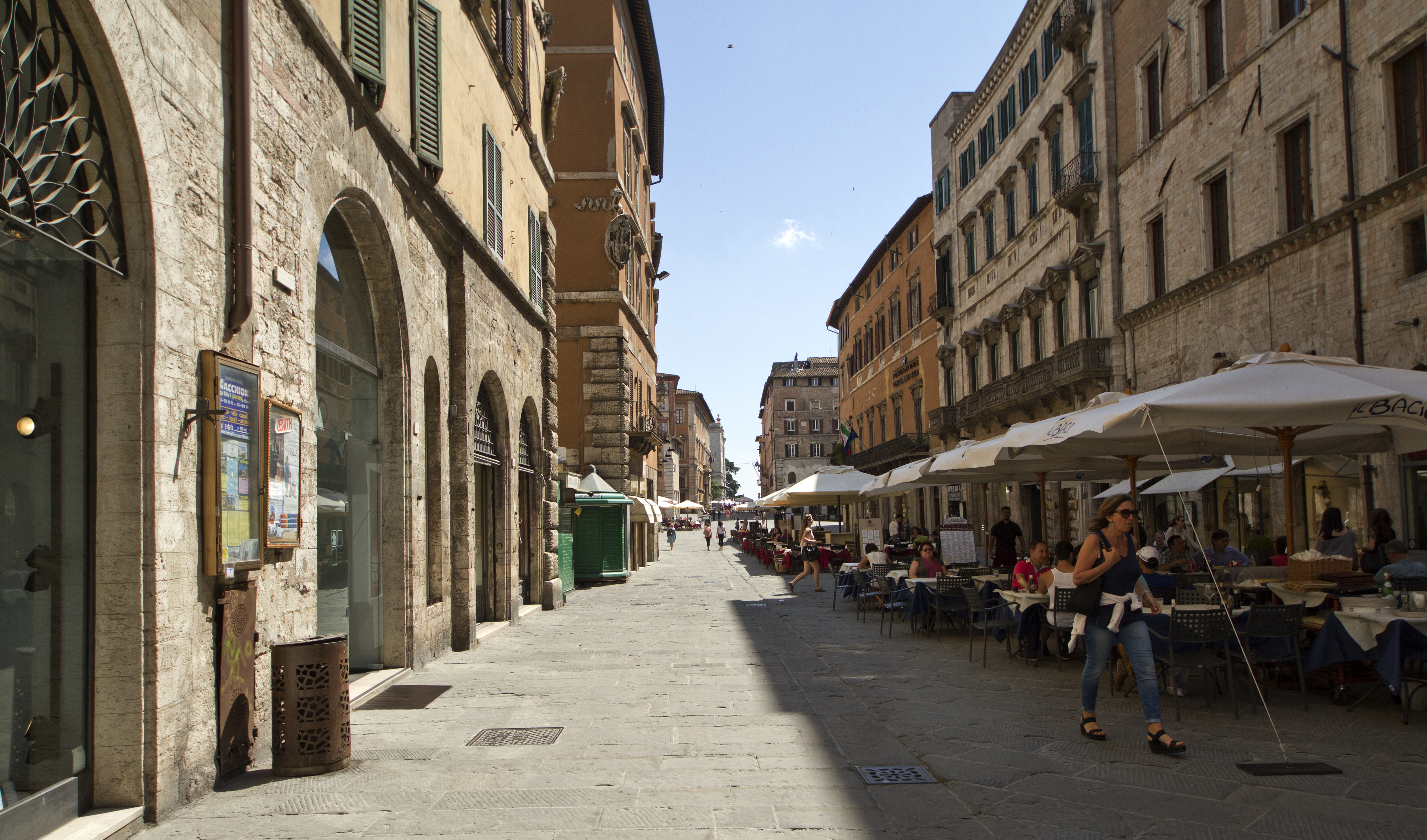
Corso Vannucci
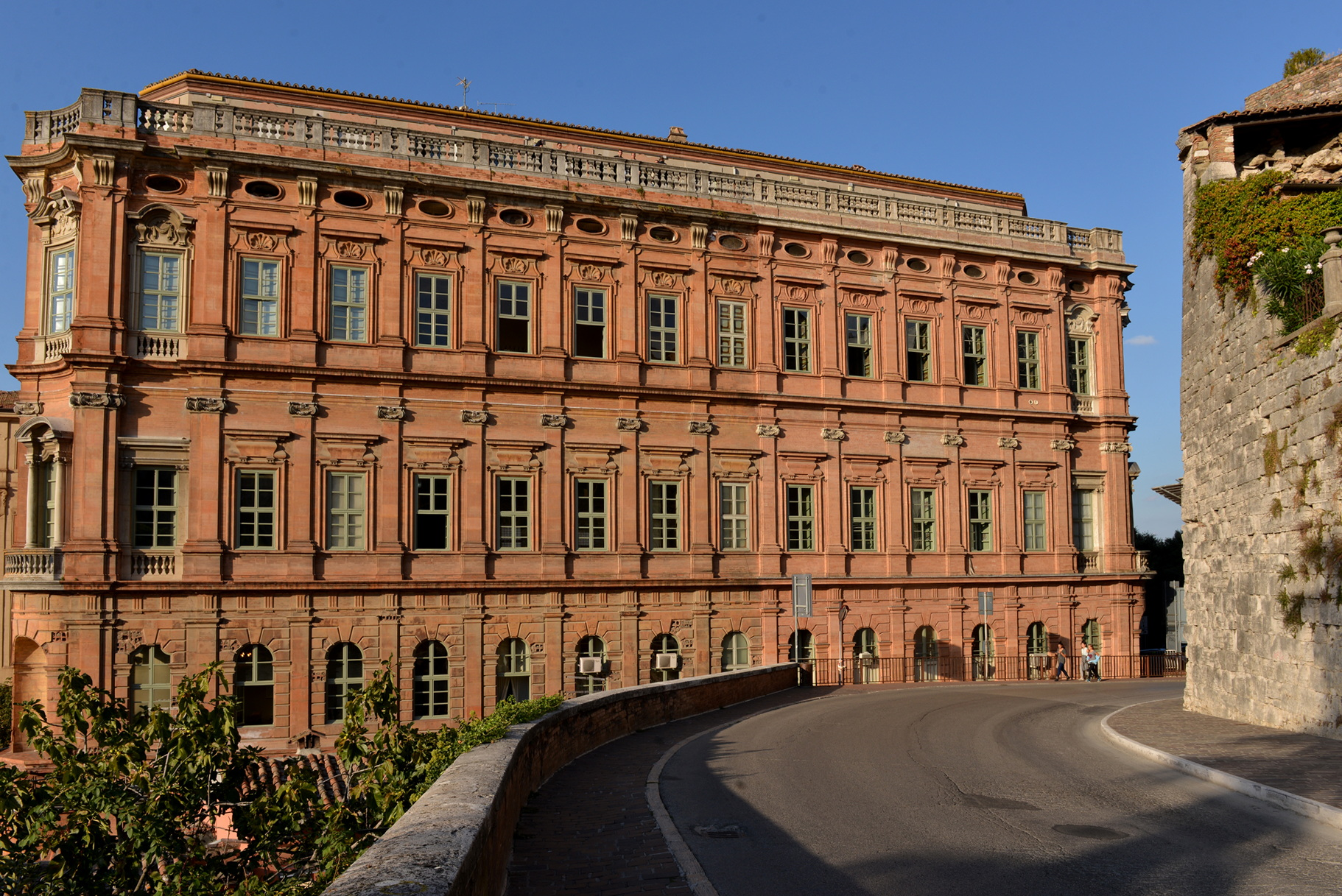
Palazzo Gallenga
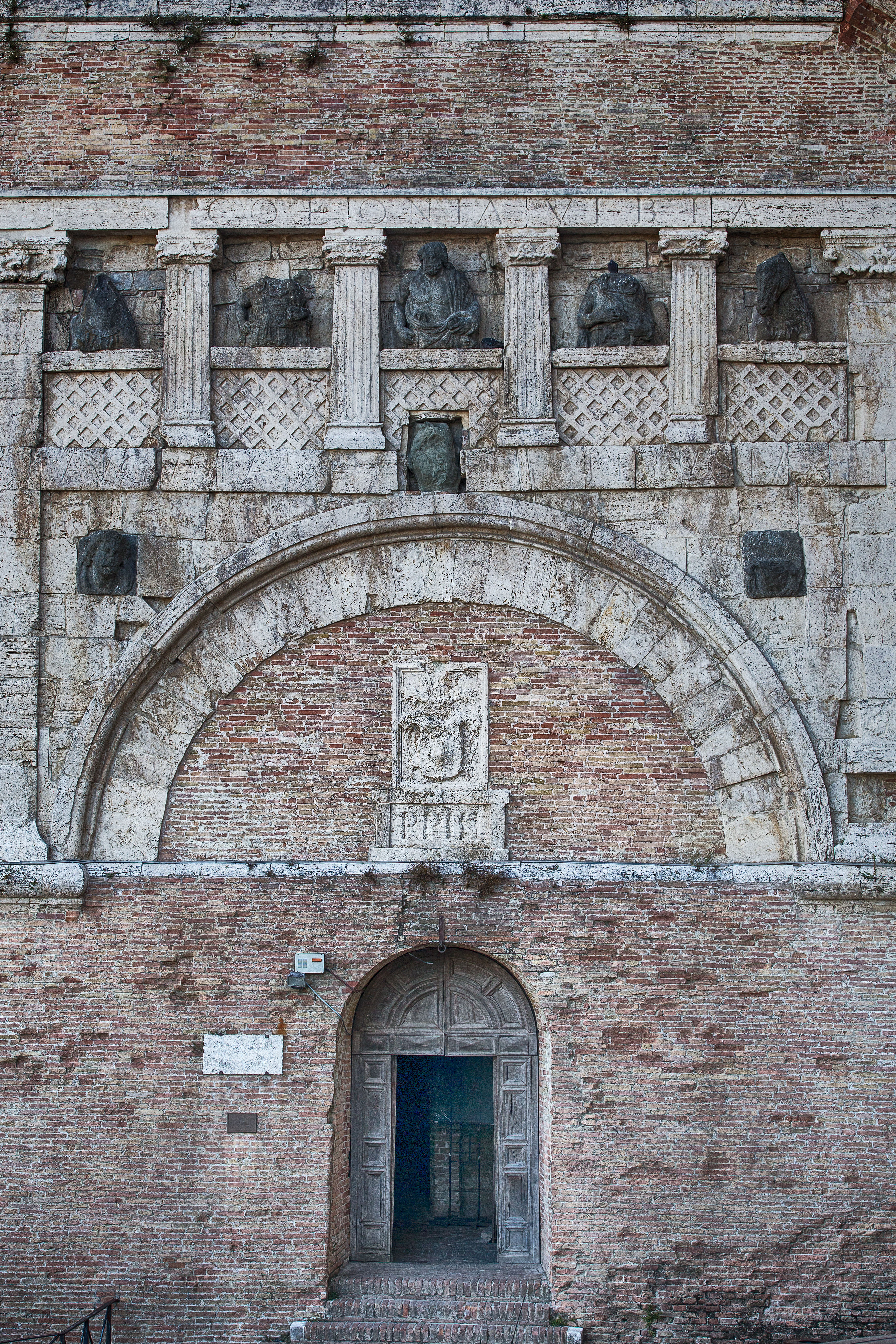
La Porta Marzia
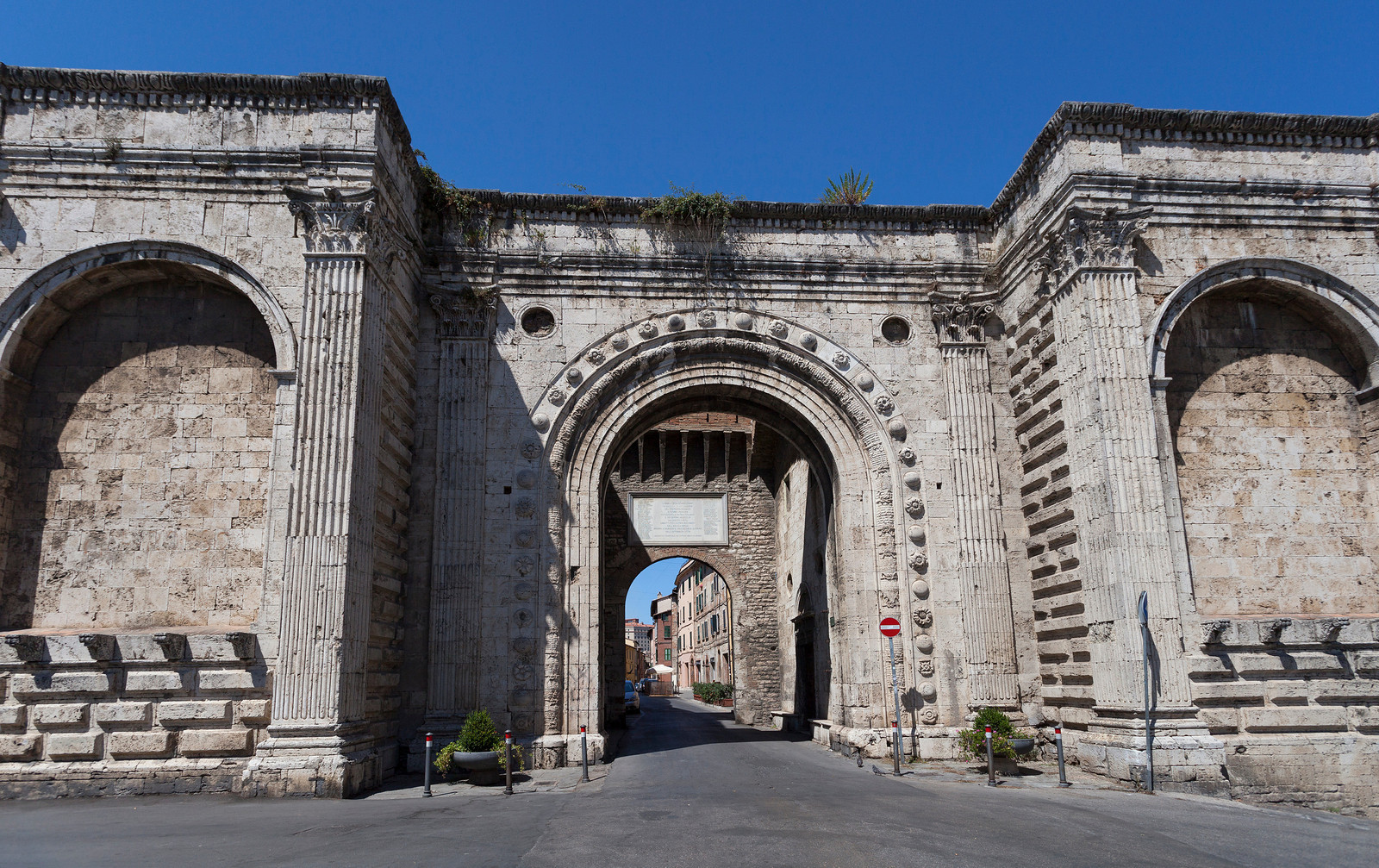
Porta S. Pietro

Regelmäßige Veranstaltungen
- Umbria Jazz: Perugia ist auch Schauplatz des Umbria Jazz, eines der größten und weltweit bekanntesten Jazz-Festivals. Das zehntägige Festival findet seit 1973 jährlich Anfang Juli statt.
- Eurochocolate, eine der populärsten europäischen Veranstaltungen zum Thema Schokolade, findet jährlich im Oktober statt.

## Spezialitäten
In ganz Italien – und darüber hinaus – kennt man die Baci Perugina (Küsse von Perugia), Pralinen mit einer Füllung aus Nougat und ganzen Haselnüssen; das Herstellerunternehmen Perugina hat seinen Sitz in Perugia und gehört zum Nestlé-Konzern.

## Bildung
In Perugia befindet sich neben der Universität Perugia auch die Ausländeruniversität Perugia, an der ausländische Studenten aus aller Welt zum Studium der italienischen Sprache und Landeskultur zusammenkommen. Die Vorlesungsräume sind im Palazzo Gallenga untergebracht, dem einzigen Barockpalast der Stadt.
Seit Ende des 19. Jh. besteht die Biblioteca della Deputazione di storia patria per l’Umbria.
Seit 2006 findet alljährlich ein Internationales Journalismusfestival, das Festival internazionale del giornalismo / International Journalism Festival (IJF) statt.

## Sport
- Der Fußballverein AC Perugia Calcio spielt derzeit in der drittklassigen Serie C - Girone B. In den 1970er und 1990er Jahren war er mehrfach erstklassig und wurde in der Saison 1978/79 italienischer Vizemeister.
- Die Mannschaft von Perugia Calcio a 5 wurde 2005 italienischer Meister im Hallenfußball (Futsal).
- Die Volleyball-Männer von Sir Safety Perugia spielen in der Serie A1, der höchsten italienischen Liga.

## Verkehr

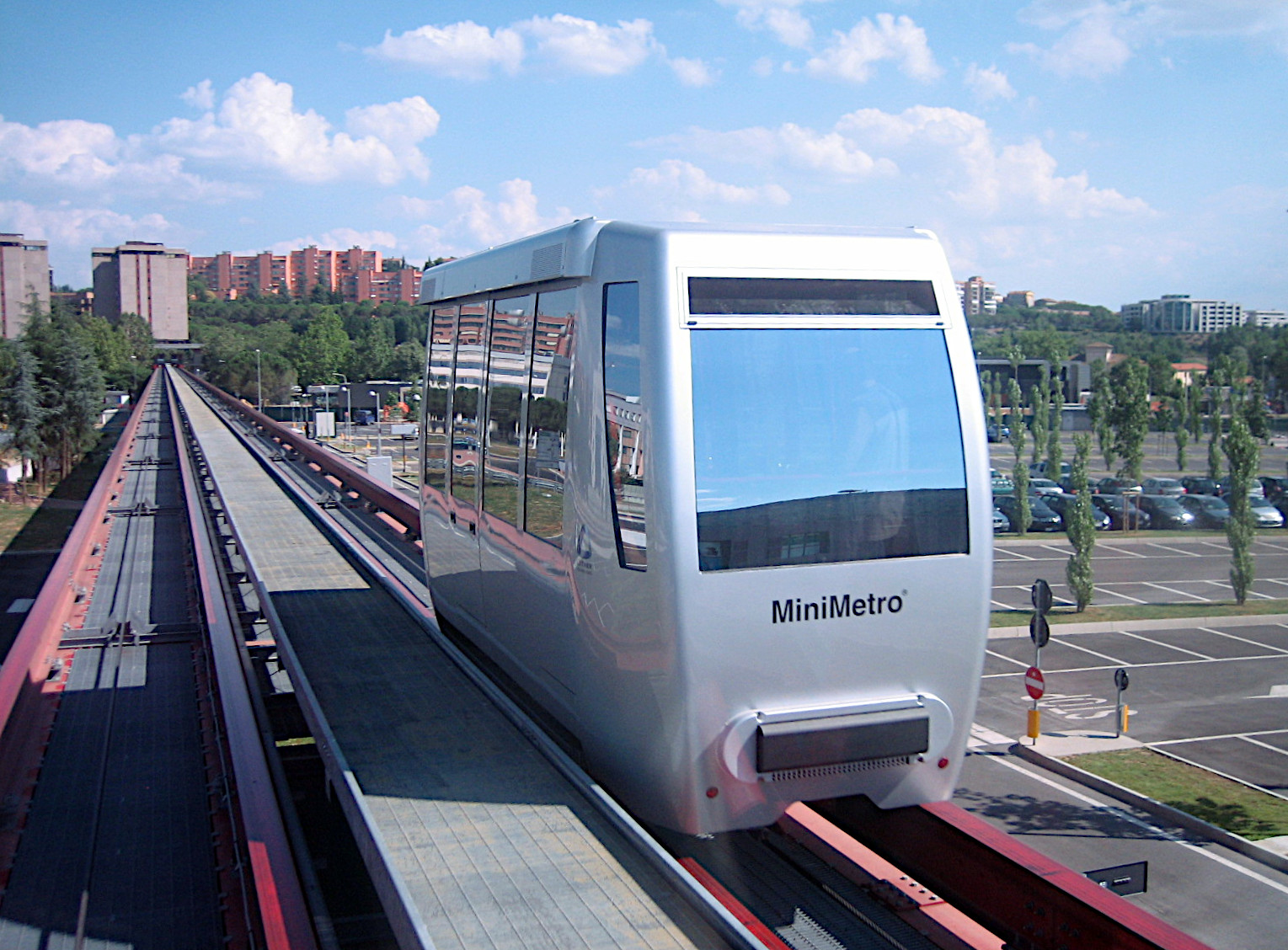
Minimetrò

Perugia hat sehr rigide Maßnahmen gegen den Kfz-Verkehr eingeführt. Zu bestimmten Tageszeiten ist eine Sondererlaubnis erforderlich, um mit dem Kraftfahrzeug in die Innenstadt fahren zu dürfen, was sich positiv auf die Bewegungsmöglichkeiten der Fußgänger innerhalb der historischen Altstadt auswirkt. Pkw können auf einem der großen Parkplätze in den unteren Stadtteilen abgestellt werden, und die Innenstadt ist von dort über Rolltreppen durch die Rocca Paolina zu erreichen.
Seit 2008 verbindet außerdem die Minimetrò Perugia mit sieben Stationen die unteren Stadtteile mit der Altstadt.
Zwölf Kilometer östlich der Stadt liegt der Flughafen Perugia. Vom Busbahnhof aus gibt es seit dem 1. Dezember 2022 eine tägliche Verbindung von ITA Airways mit dem Bus zum und vom Flughafen Rom-Fiumicino, was eine Verbindung zum Drehkreuz der Fluggesellschaft ermöglicht.

## Partnerstädte
Partnerstädte von Perugia sind
| - Aix-en-Provence, Frankreich - Bratislava, Slowakei - Grand Rapids, MI, USA | - Potsdam, Deutschland - Seattle, WA, USA - Tübingen, Deutschland |

## Persönlichkeiten
Bekannte Persönlichkeiten der Stadt sind in der Liste von Persönlichkeiten der Stadt Perugia aufgeführt.

## Klimatabelle
|                       | Jan  | Feb  | Mär  | Apr  | Mai  | Jun  | Jul  | Aug  | Sep  | Okt  | Nov  | Dez  |   |       |
| Mittl. Tagesmax. (°C) | 8,9  | 10,9 | 14,1 | 16,8 | 22,1 | 26,1 | 30,0 | 30,0 | 25,5 | 19,7 | 13,3 | 9,3  | ⌀ | 18,9  |
| Mittl. Tagesmin. (°C) | 0,6  | 1,1  | 2,6  | 5,1  | 9,3  | 12,6 | 15,2 | 15,6 | 12,8 | 9,1  | 4,4  | 1,8  | ⌀ | 7,6   |
|                       |      |      |      |      |      |      |      |      |      |      |      |      |   |       |
| Niederschlag (mm)     | 52,7 | 56,8 | 54,0 | 72,0 | 75,6 | 69,9 | 37,4 | 49,7 | 87,6 | 85,7 | 94,7 | 68,4 | Σ | 804,5 |
|                       |      |      |      |      |      |      |      |      |      |      |      |      |   |       |
| Regentage (d)         | 7,1  | 7,1  | 7,0  | 8,7  | 8,4  | 7,1  | 4,7  | 4,9  | 6,5  | 7,7  | 8,4  | 7,8  | Σ | 85,4  |

| 0,6 |

| 1,1 |

| 2,6 |

| 5,1 |

| 9,3 |

| 12,6 |

| 15,2 |

| 15,6 |

| 12,8 |

| 9,1 |

| 4,4 |

| 1,8 |

| 0,6 |

| 1,1 |

| 2,6 |

| 5,1 |

| 9,3 |

| 12,6 |

| 15,2 |

| 15,6 |

| 12,8 |

| 9,1 |

| 4,4 |

| 1,8 |